# Itieli
Itieli è una frazione del comune di Narni, in provincia di Terni, posta a 582 m s.l.m., sulla costa di una collina, che da un lato digrada a precipizio sulla valle sottostante ed ha un'ottima vista sulla conca ternana.
Secondo i dati del censimento Istat del 2001, gli abitanti sono 79.

## Storia
Sin dall'Alto Medioevo fu dominio della famiglia degli Itiuli e veniva infatti identificato come Castrum Ithiulorum nei documenti del XIII e XIV secolo. Posizionato sulla linea di demarcazione tra i territori di Narni e Terni, è stato più volte soggetto ad assalti.
Fin dal XII secolo gravitò nella sfera d'influenza narnese, anche se poi passò alcune volte con lo Stato della Chiesa, a seconda della convenienza nel pagamento delle tasse.

## Economia e manifestazioni
È circondato da un ambiente boschivo molto esteso, che è da lungo tempo di proprietà della comunità locale, che lo ha saputo sfruttare con parsimonia. Anche la sua produzione agricola è stata molto intensa, soprattutto nel passato, quando molti abitanti erano autorizzati a vendere le loro merci agricole a Narni.
Nel mese di agosto si svolge la sagra Agosto Itielese. Nel mese di dicembre si svolge una festa religiosa che vede una statua di san Nicola andare da Itieli fino alla città di Narni.
Il terzo sabato di maggio, a ridosso della "Corsa all'Anello" di Narni, si svolgono i festeggiamenti in onore dello stesso san Nicola, caratterizzati dalla suggestiva "Intussata", ovvero una processione religiosa notturna attorno al monte Censo, illuminata da fiaccole (le intusse) costruite artigianalmente e sapientemente dagli abitanti.

## Monumenti e luoghi d'interesse
- Il castello (XIV secolo), di cui rimangono conservate le mura, le torri ed altre fortificazioni. In particolare, il dongione[3] si trova al centro dell'abitato, in cima.[2]
- La porta d'ingresso principale, difesa da una torre circolare.
- Chiesa di S. Maria, contenente un affresco che ritrae Itieli nel XVII secolo.
- Chiesa di San Nicola, ad un'unica navata, contiene affreschi del XIV-XV secolo ed alcune pale secentesche tra le quali una con la Madonna del Rosario con San Domenico e la battaglia contro gli Albigesi firmata da Calisto Calisti e datata 1650[4].

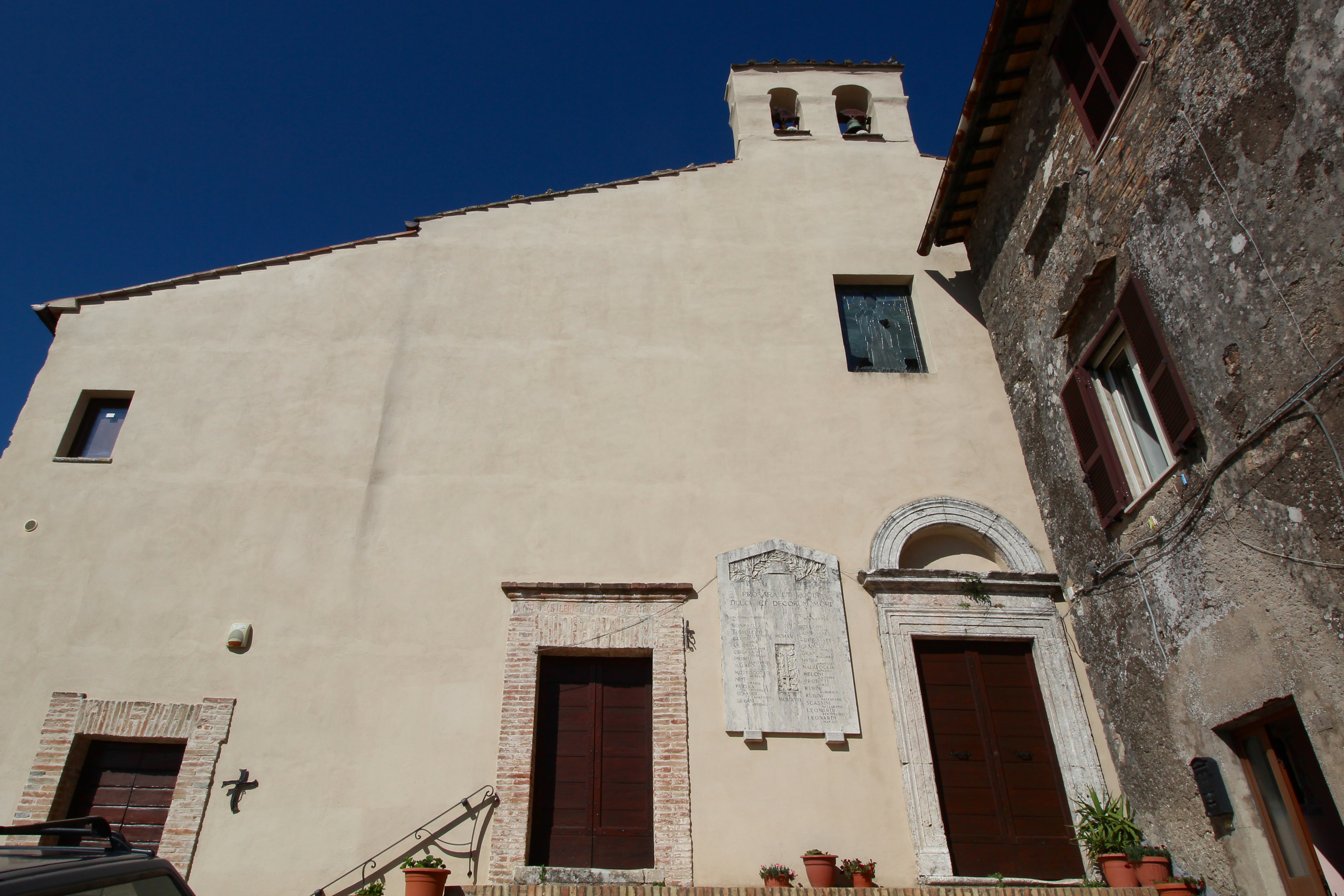
San Nicola
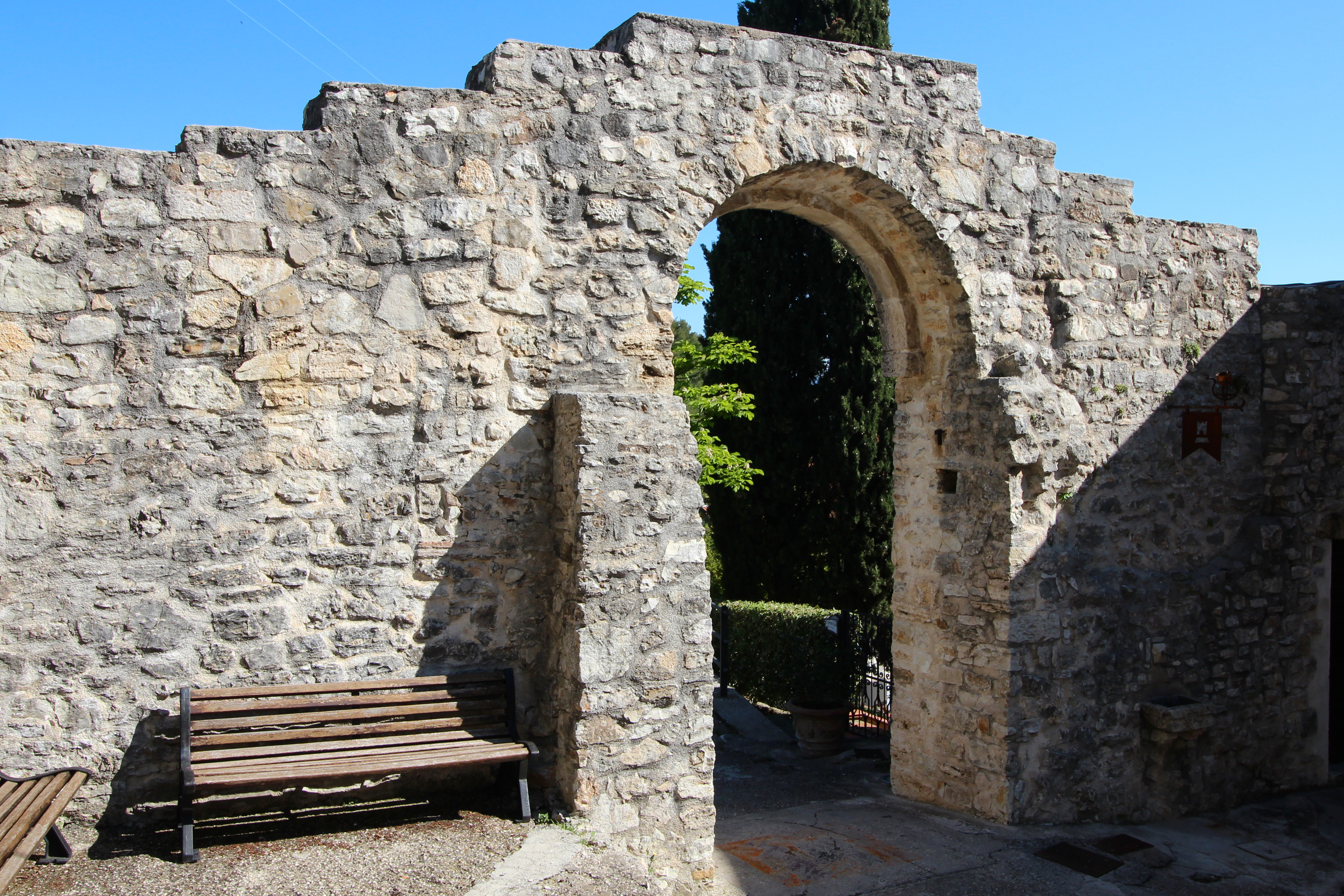
Porta Urbica
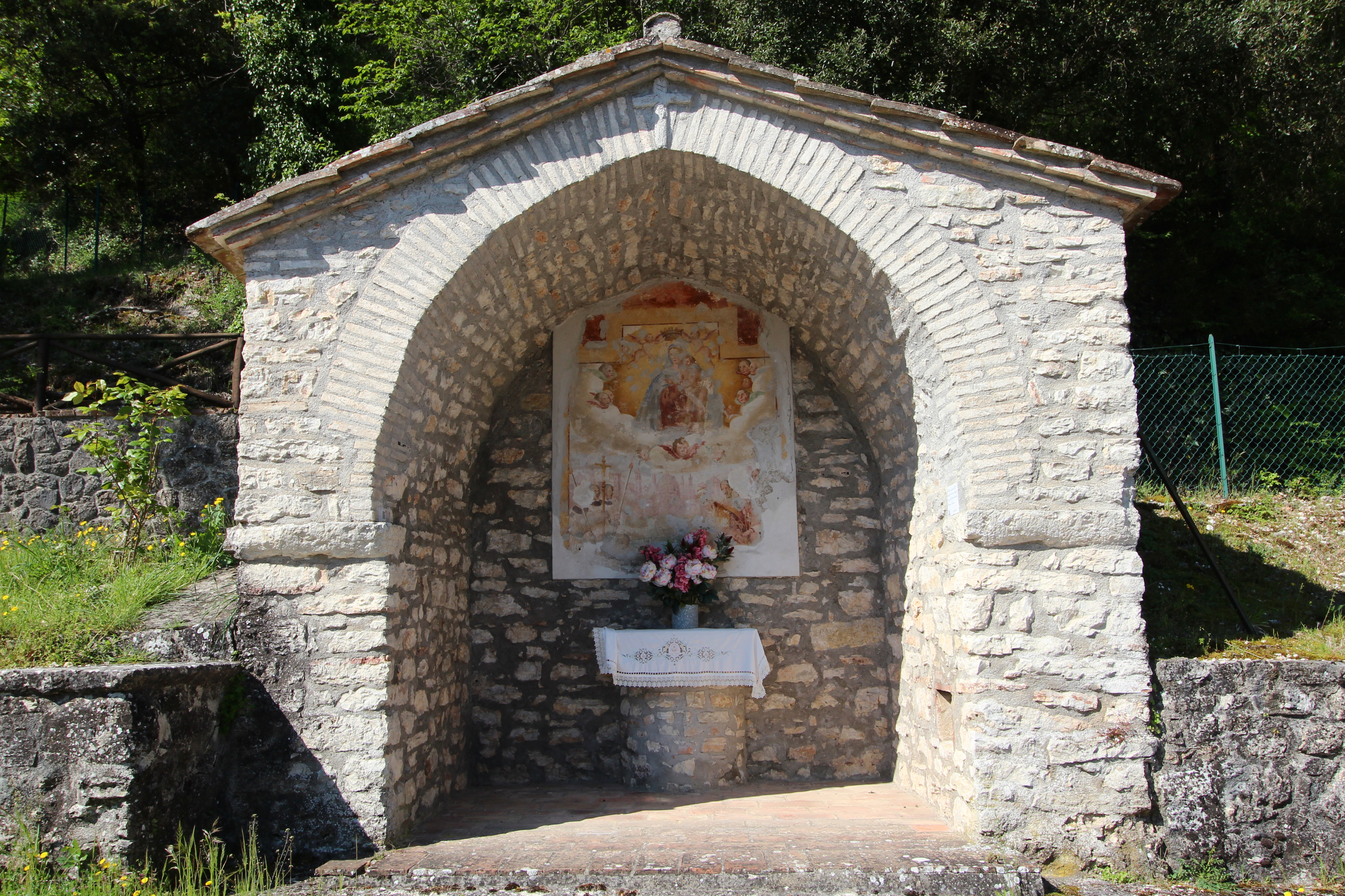
Madonna della Neve

## Sport
- Downhill (ciclismo)